# بوربیستا
بوربیستا (یونانی باستان: Βυρεβίστας, Βοιρεβίστας؛ ۱ ژانویهٔ ۰۰۹۰ – 45/44 BC) پادشاه اهل داکیه بود. پادشاه قبایل گته و داس‌ها از ۸۲/۶۱ قبل از میلاد تا ۴۵/۴۴ قبل از میلاد بود. او اولین پادشاهی بود که با موفقیت قبایل پادشاهی داکیه را متحد کرد که شامل منطقه واقع بین رودخانه‌های دانوب، رود تیسا و دنیستر و امروزه رومانی و مولداوی است.